# Los Santos (Spagna)
Los Santos è un comune spagnolo di 742 abitanti situato nella comunità autonoma di Castiglia e León.